# Monopis argillacea
Monopis argillacea är en fjärilsart som beskrevs av Edward Meyrick 1893. Monopis argillacea ingår i släktet Monopis och familjen äkta malar. Inga underarter finns listade i Catalogue of Life.